# Naukane

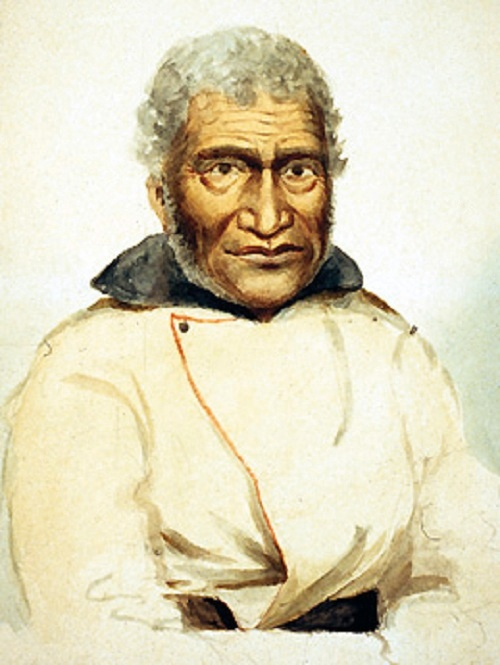
Retrato de Naukane, 1847, por Paul Kane.

Naukane (aproximadamente 1779 – 2 de febrero de 1850), también conocido como John Coxe, Edward Cox y Coxe fue un jefe Nativo Hawaiano quién viajó ampliamente a través de América del Norte en el siglo XIX. También fue considerado un miembro de la casa real de Kamehameha I o un principal secuaz, posiblemente la misma persona que Noukana, el hijo del alto jefe Kamanawa, El tío del rey y su consejero de confianza.

## Vida
En 1811 el Tonquin, perteneciente a la Pacific Fur Company (PFC) Americana, se detuvo en Oahu y reclutó a 20 Hawaianos para trabajar como kanakas en el Noroeste del Pacífico. El Rey Kamehameha I invitó a Naukane para unirse al grupo y velar por los intereses de los trabajadores Hawaianos.
En el viaje a Fort Astoria , sobre el Río Columbia , se le dio el nombre de John Coxe a Naukane porque se parecía a un compañero de tripulación del Tonquin.
Poco después de que Naukane llegara a la fortaleza Astoria, David Thompson de la Compañía del Noroeste también llegó a la lortaleza. En julio de 1811 Thompson y un grupo de Astorianos comenzaron un viaje por el Río Columbia. Ambos grupos viajaron juntos hasta que llegaron a la Garganta del río Columbia, aunque antes de su separación se produjo un intercambio de algunos de los trabajadores. Thompson permitió a su trabajador Michel Boulard unirse a la Pacific Fur Company a cambio de Naukane. Boulard fue un viajero de 40 años que había trabajado con Thompson de vez en cuando durante los 11 años anteriores. Boulard, a pesar de su edad, era útil para los Astorianos por su gran conocimiento de geografía y de asuntos nativos. En contraste, Naukane era valioso para Thompson por su gran fuerza. Naukane viajó con Thompson a la Spokane House, donde se quedó con Jaco Finlay . Pronto Naukane viajabo al este, cruzando el continente hacia Fort William (en la actualidadThunder Bay, Ontario) en el Lago Superior. De ahí viajó por mar a Quebec. En 1812 el barco Isaac Todd lo llevó a Inglaterra y en 1813 volvió al noroeste del Pacífico en el buque de guerra británico HMS Racoon.
Después de la desaparición de la Pacific Fur Company durante la Guerra anglo-estadounidense de 1812 Naukane regresó a las Islas Hawaianas en 1815 para pronto volver al noroeste del Pacífico como un empleado de la compañía del noroeste. Trabajó en el Fuerte de Georgia (el nombre del Fuerte Astoria bajo la compañía del noroeste). La compañía se fusionó con la Hudson's Bay Company (HBC) en 1821 y Naukane continuo como un trabajador de la HBC hasta que en 1823 fue enviado con Kamehameha II a Inglaterra para visitar al Rey George IV.
Tuvo una esposa en 1825 parece haber tenido un esclavo nativo, Marie, a quien probablemente heredó a través de una mujer nativa anterior. Murió en febrero del 2 de 1850 en el Fuerte de Vancouver.